# Turmhügel Burgstaffel
Der Turmhügel Burgstaffel ist eine abgegangene mittelalterliche Höhenburg vom Typus einer Turmhügelburg (Motte) über der Erlau bei Eitzingerreut, einem Ortsteil der Gemeinde Hauzenberg im Landkreis Passau in Bayern. Über diese Burg sind keine geschichtlichen oder archäologischen Informationen bekannt, der Name Burgstaffel erscheint in Karten. Sie wird grob als hoch- oder spätmittelalterlich datiert, Funde von der Befestigung sind nicht bekannt. Von der Anlage haben sich nur der Turmhügel, ein Halsgraben sowie ein Wallrest erhalten. Die Burgstelle ist durch einen Steinbruch stark gestört. Die Stelle ist als Bodendenkmal Nummer D-2-7347-0006 „Burgstall des hohen oder späten Mittelalters ("Burgstaffel")“ geschützt.

## Beschreibung
Die bewaldete Burgstelle befindet sich rund 500 Meter westsüdwestlich der Ortsmitte von Eitzingerreut auf einer Gneiskuppe am östlichen Uferrand der Erlau, wo von Osten ein längerer namenloser Bachlauf vom nahen Steinberg kommend einmündet. Die Burg war durch die Erlau sowie durch den namenlosen Bach an ihrer Westseite von Natur aus gut gegen eine Annäherung geschützt, nur an der Ost- bzw. Nordostseite steigt das Gelände stärker an und war daher bei einem Angriff besonders gefährdet.
Die Stelle der Burg auf rund 410 m ü. NN Höhe liegt auf einer zehn Meter über die Umgebung aufragenden Gneiskuppe und wird an der Nordostseite, wo das Vorgelände ansteigt, von einer natürlichen, möglicherweise künstlich vertieften Einsattelung vom ansteigenden Hang getrennt. Die in Ost-West-Richtung rund 50 Meter lange Gneiskuppe ist durch einen von Norden nach Süden verlaufenden, einen Meter tiefen Halsgraben in zwei Bereiche getrennt. Der westliche Bereich an der Spitze der Kuppe war vermutlich der Kernburgbereich, er ist als zehn Meter hoher, kegelförmiger Turmhügel ausgebildet. Seine stark gewölbte und nur wenig mit Humus bedeckte Oberfläche misst grob 18 × 8 Meter, klare Geländekanten sind nicht ersichtlich.
Der in das Vorgelände übergehende östliche, wohl Vorburgbereich zeigt an seiner Nordseite sowie an der noch erhaltenen Westseite, dem Halsgraben zu, einen schwachen Randwall.
Die gesamte Anlage ist in ihrem gesamten südlichen Bereich von einem umfangreichen Steinbruch stark gestört.